# ملعب إل هيلمانتيكو
ملعب ملعب إلهيلمانتيكو هو ملعب كرة قدم يقع في شلمنقة بإسبانيا. يسع الملعب لجلوس 17,341 متفرج. يعتبر الملعب الرسمي الذي يخوض فيه نادي شلمنقة مبارياته. تم افتتاح الملعب في 1970.

## معرض صور

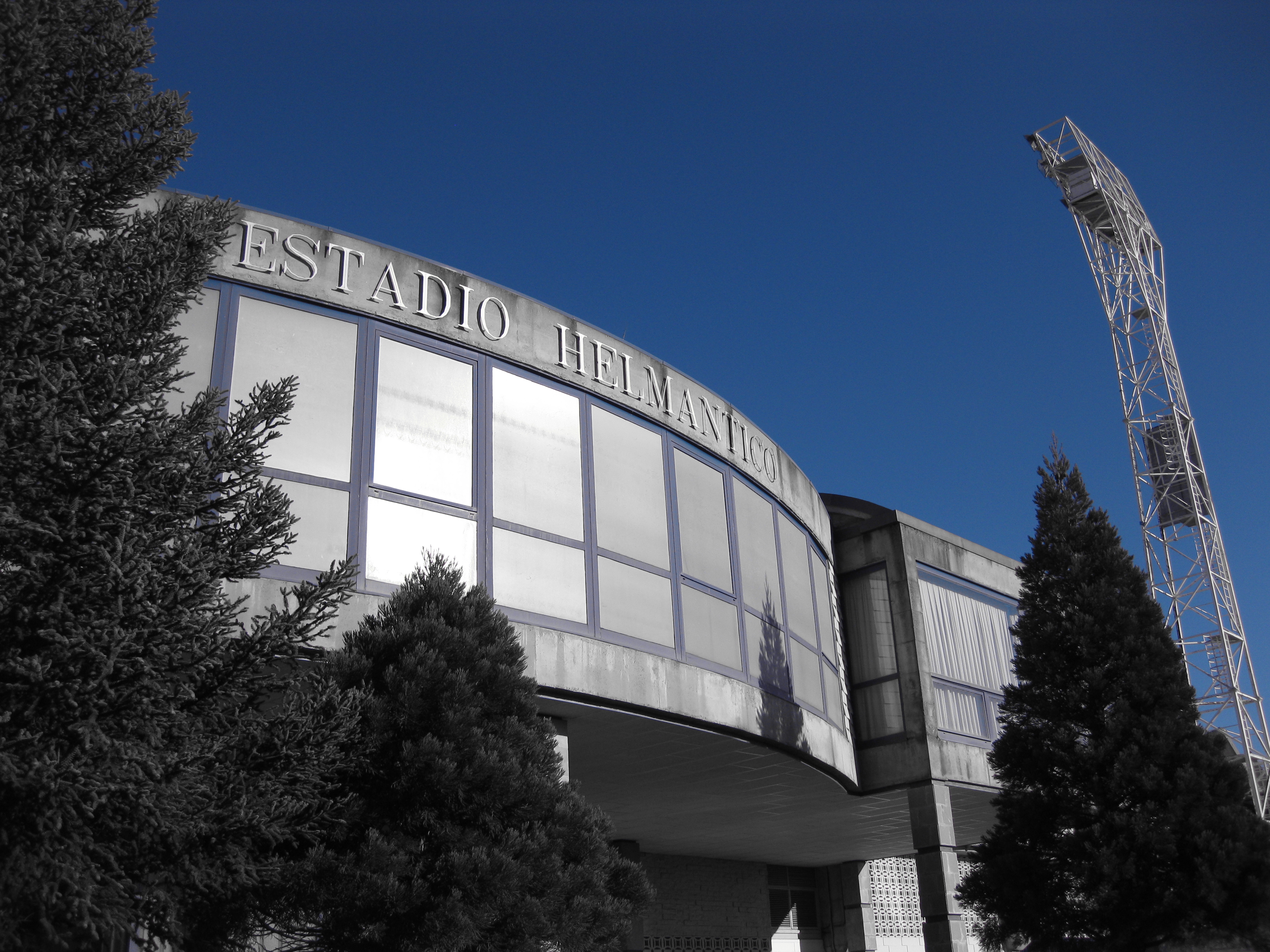
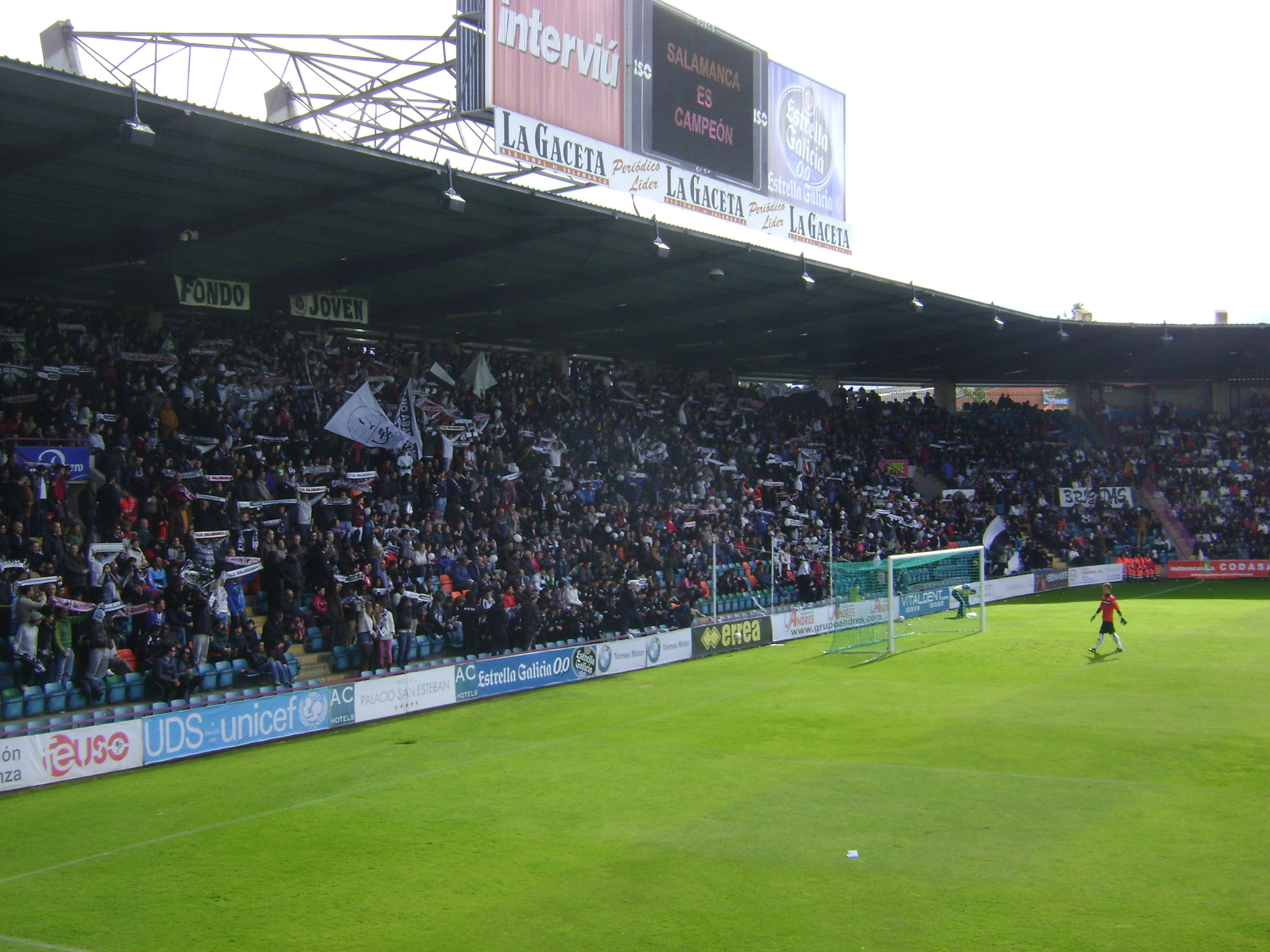
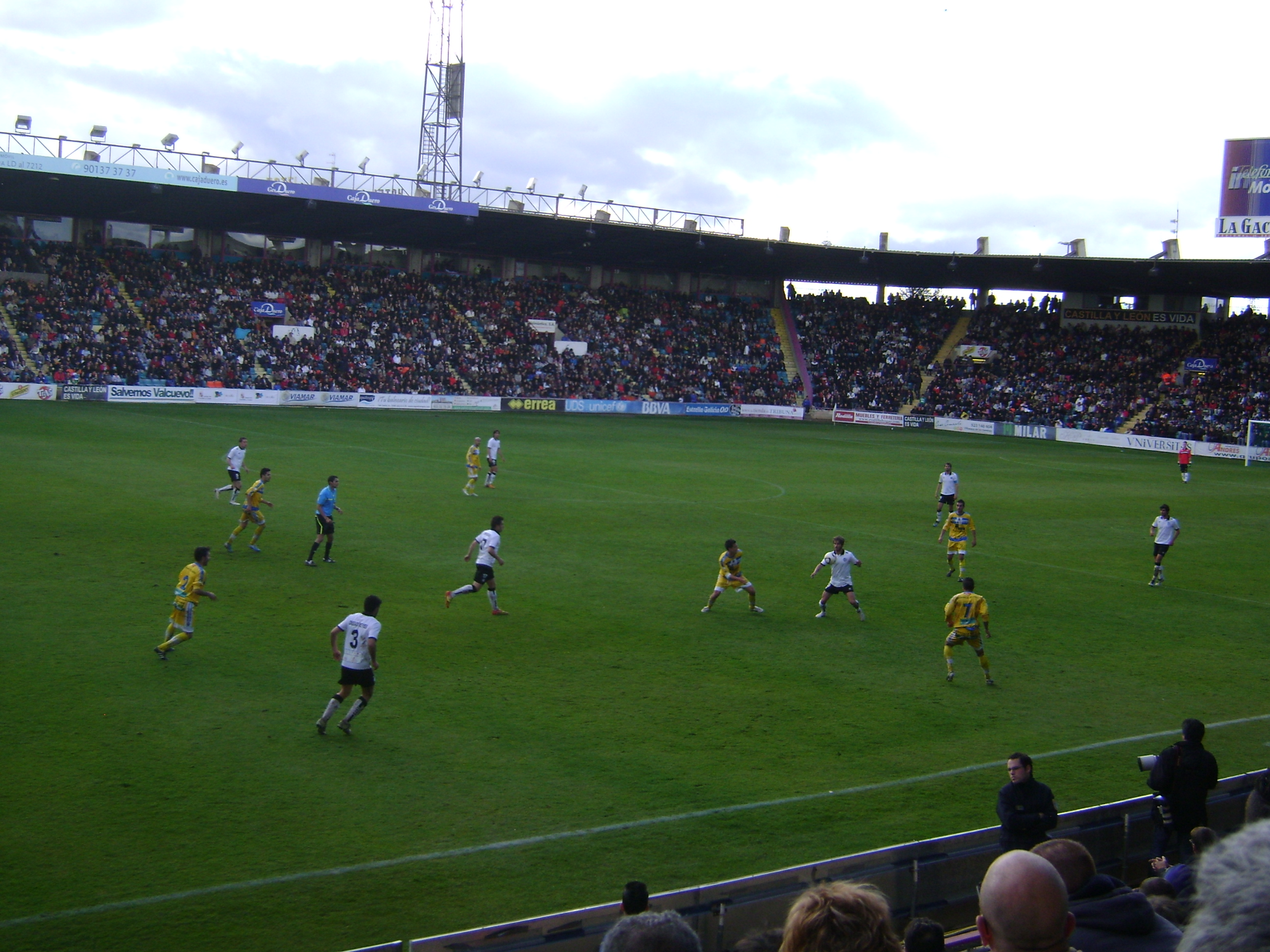
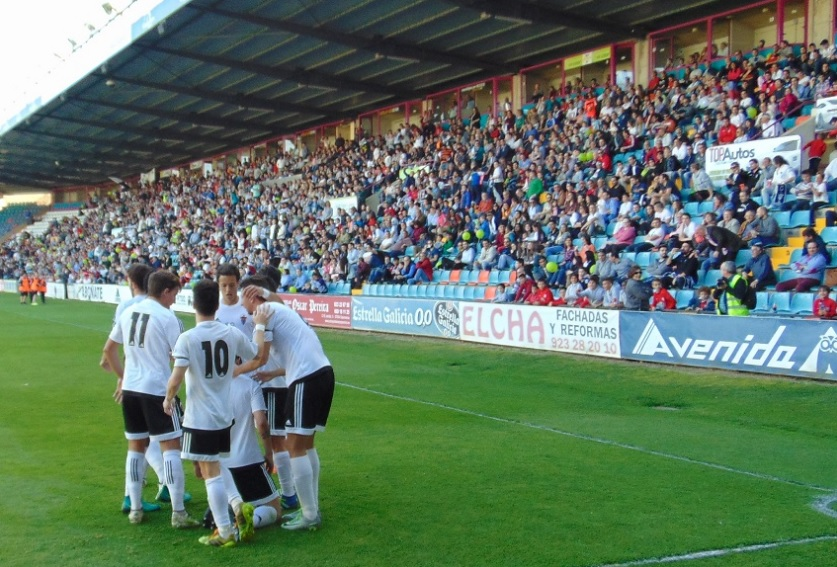